# Desempenho das seleções anfitriãs na Copa do Mundo FIFA
Estes são os dados sobre o desempenho das Seleções anfitriãs em Copas do Mundo.

## Estatísticas e curiosidades
- Ao longo das histórias dos mundiais, apenas seis seleções mandantes (de dezesseis, incluindo 2018) foram campeãs em 20 edições disputadas, o que representa menos de um terço.[1]
- A África do Sul (em 2010) e Catar (em 2022) foram eliminadas na primeira fase, enquanto as demais ao menos passaram da primeira fase.[1]
- Brasil e Espanha são as únicas seleções campeãs do mundo que nunca venceram uma Copa do Mundo em seus domínios. A Espanha teve uma chance (em 1982) e o Brasil duas (em 1950 e em 2014).[2] Das cinco seleções que foram sede duas vezes, o México e o Brasil não ganharam em nenhuma das duas oportunidades, com acréscimo que o México também não ganhou em outros solos. O Chile é a única seleção sul-americana ex-sede a não ganhar o torneio, bem como Suíça, Suécia e Russia são as únicas europeias.
- Brasil, México, Itália, Alemanha e França são os únicos países que sediaram a Copa do Mundo mais de uma vez (em duas oportunidades), mas somente Itália, Alemanha e França venceram em casa.
- Inglaterra conquistou seu único título mundial jogando em casa.
- Apenas um anfitrião perdeu na estreia que foi o Catar.[3] Nas 22 Copas, ao total, os anfitriões têm bom desempenho: venceram 16 vezes na estreia e empataram outras seis (as 22 partidas se referem ao Mundial de 2002, que teve 2 anfitriões), sendo a maior vitória de todas a goleada aplicada pela Itália contra os Estados Unidos: 7–1, em 1934.[4]
- Maior vitória de um país anfitrião: Itália 7–1 Estados Unidos (1934); Brasil 7–1 Suécia (1950).
- Pior derrota de um país anfitrião: Brasil 1–7 Alemanha (2014).[5] Única vez que o anfitrião recebeu a maior goleada de uma edição.
- Alemanha e Áustria marcaram mais gols em um jogo contra os donos da casa: 7–5 para a Áustria contra a Suíça (1954) e 7–1 para a Alemanha contra o Brasil (2014).
- Em três edições o anfitrião conseguiu a maior goleada da Copa: 1930 (Uruguai 6–1 Iugoslávia), 1934 (Itália 7–1 Estados Unidos) e 1970 (México 4–0 El Salvador).
- A Itália e a Rússia, em 1990 e 2018, respectivamente, perderam em disputa de pênaltis. Os italianos foram superados pela Argentina, na semifinal, já os russos pela Croácia, nas quartas.[6]
- O brasileiro Ademir de Menezes (1950), o chileno Leonel Sánchez (1962), o argentino Mario Kempes (1978), o italiano Salvatore Schillaci (1990) e o alemão Miroslav Klose (2006), conseguiram ser artilheiros nas Copas em que suas respectivas seleções eram anfitriãs. Destes, apenas Kempes foi campeão.
- Seleção que mais eliminou anfitriões em Copas:[7]

| País     | Quantidade | Edições                   | Campeão            |
| -------- | ---------- | ------------------------- | ------------------ |
| Alemanha | 4 vezes    | 1982 / 1986 / 2002 / 2014 | 2014               |
| Brasil   | 3 vezes    | 1958 / 1962 / 1994        | 1958 / 1962 / 1994 |
| Itália   | 3 vezes    | 1938 / 1970 / 2006        | 1938 / 2006        |

## Desempenhos
| Ano  | País-sede          | Desempenho/eliminação    | Gols sofridos (total) | Algoz(es)                        | Campeão            |
| ---- | ------------------ | ------------------------ | --------------------- | -------------------------------- | ------------------ |
| 1930 | Uruguai            | Campeão[Melhor][Invicto] | 3 gols                | —                                | Uruguai            |
| 1934 | Itália             | Campeão[Melhor][Invicto] | 3 gols                | —                                | Itália             |
| 1938 | França             | Quartas de final         | 4 gols                | Itália                           | Itália             |
| 1950 | Brasil             | Vice-campeão             | 6 gols                | Uruguai                          | Uruguai            |
| 1954 | Suíça              | Quartas de final[Melhor] | 11 gols               | Áustria                          | Alemanha Ocidental |
| 1958 | Suécia             | Vice-campeão[Melhor]     | 7 gols                | Brasil                           | Brasil             |
| 1962 | Chile              | 3.º colocado[Melhor]     | 8 gols                | Brasil                           | Brasil             |
| 1966 | Inglaterra         | Campeão[Melhor][Invicto] | 3 gols                | —                                | Inglaterra         |
| 1970 | México             | Quartas de final[Melhor] | 4 gols                | Itália                           | Brasil             |
| 1974 | Alemanha Ocidental | Campeão[Melhor]          | 4 gols                | —                                | Alemanha Ocidental |
| 1978 | Argentina          | Campeão[Melhor]          | 4 gols                | —                                | Argentina          |
| 1982 | Espanha            | 2ª fase                  | 5 gols                | Alemanha Ocidental e Inglaterra  | Itália             |
| 1986 | México             | Quartas de final[Melhor] | 2 gols                | Alemanha Ocidental               | Argentina          |
| 1990 | Itália             | 3.º colocado[Invicto]    | 2 gols                | Argentina                        | Alemanha Ocidental |
| 1994 | Estados Unidos     | Oitavas de final         | 4 gols                | Brasil                           | Brasil             |
| 1998 | França             | Campeão[Melhor][Invicto] | 2 gols                | —                                | França             |
| 2002 | Coreia do Sul      | 4.º colocado[Melhor]     | 6 gols                | Alemanha                         | Brasil             |
| 2002 | Japão              | Oitavas de final[Melhor] | 3 gols                | Turquia                          | Brasil             |
| 2006 | Alemanha           | 3.º colocado             | 6 gols                | Itália                           | Itália             |
| 2010 | África do Sul      | 1.ª fase                 | 5 gols                | Uruguai e México                 | Espanha            |
| 2014 | Brasil             | 4.º colocado             | 14 gols               | Alemanha                         | Alemanha           |
| 2018 | Rússia             | Quartas de final         | 7 gols                | Croácia                          | França             |
| 2022 | Catar              | 1.ª fase                 | 7 gols                | Equador, Senegal e Países Baixos | Argentina          |
| 2026 | Canadá             |                          |                       |                                  |                    |
| 2026 | Estados Unidos     |                          |                       |                                  |                    |
| 2026 | México             |                          |                       |                                  |                    |

- Melhor. ^ Foi o melhor desempenho da Seleção em Copas
- Melhor. ^ Terminou a Copa invicto
- Nota: A Rússia terminou em 4.º lugar, em 1966, como União Soviética

### Quedas por rodada
| Rodada                        | Total         |
| ----------------------------- | ------------- |
| 1ª fase (fase de grupos)      | 2             |
| Oitavas de final/Segunda fase | 3             |
| Quartas de final              | 5             |
| Semifinais                    | 5             |
| Final                         | 2 (1950/1958) |
| Total                         | 17            |